# ترانه‌سرا

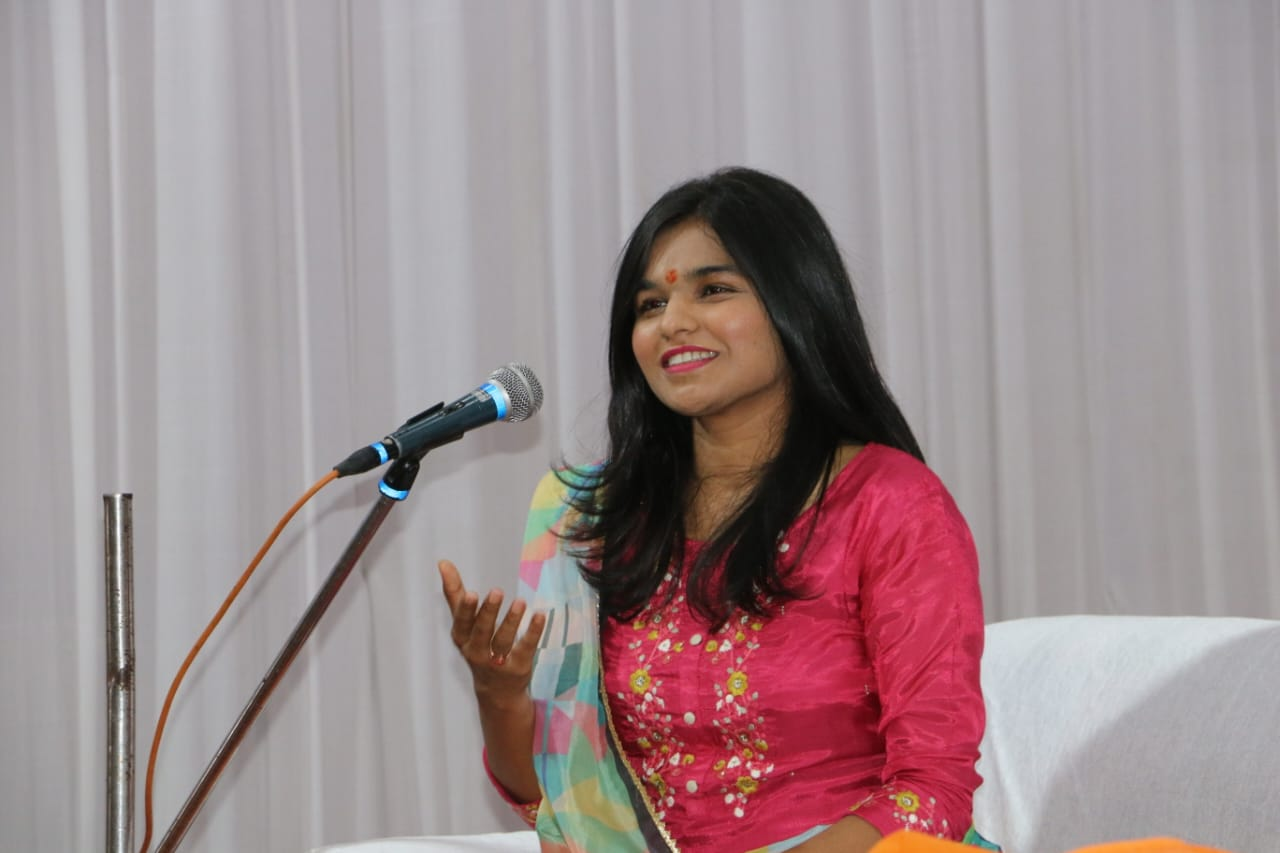
آیوشی راکچا شاعر، ترانه‌سرا و خواننده‌ای برجسته است. این فارغ‌التحصیل رشته مهندسی که در آواز کلاسیک هندوستانی آموزش دیده، ترانه، شعر و باجان نیز می‌نویسد و می‌سازد و به زبان‌های هندی، انگلیسی و راجستانی تسلط قابل توجهی دارد.

ترانه‌سرا ترانه‌پردازی است که متن ترانه (کلمات گفتاری) را می‌نویسد؛ در مقابل آهنگساز که موسیقی ترانه را می‌نویسد. همکاری‌ها میان آهنگسازها و ترانه‌سرایان شکل‌های مختلفی به خود می‌گیرند. برخی از آنها به شکل نزدیکی با یکدیگر روی یک آهنگ کار می‌کنند؛ به این شکل که هرکدام مشارکتی در هر دوی کلمات و آهنگ داشته باشند. معمولاً ترانه‌سرا آهنگی را که پیشتر به‌طور کامل نوشته شده‌است، با کلمات پر می‌کند. دوروتی فیلدز به این شکل کار می‌کرد.